# بمب‌گذاری‌های ۲۰۰۲ بالی
بمب‌گذاری‌های ۲۰۰۲ بالی (انگلیسی: 2002 Bali bombings) در ۱۲ اکتبر در منطقه گردشگری کوتا، در جزیره بالی، اندونزی صورت گرفت. در این حمله ۲۰۲ نفر کشته شدند که شامل (۸۸ استرالیایی، ۳۸ اندونزیایی و بیش از ۲۰ ملیت دیگر بودند) و ۲۰۹ تن دیگر زخمی شدند.

## شرح واقعه
اعضای مختلفی از اعضای جماعت اسلامی که گروه اصلی تندرو اسلامگرا در جنوب شرق آسیا محسوب می‌شوند، در ارتباط با بمب‌گذاری‌ها دست داشتند، از جمله سه نفر که به اعدام محکوم شدند. این حملات شامل انفجار سه بمب بود: انفجار یک کوله پشتی که توسط یک بمب‌گذار با حمله انتحاری انجام شد؛ انفجار بمب دوم با یک خودروی انفجاری بزرگ، که هر دو عمل انتحاری در کنار یا در نزدیکی کاباره کوتا منفجر شدند؛ و یک بمب انفجاری بسیار کوچکتر که یک سوم بمب‌های دیگر بود در خارج از کنسولگری ایالات متحده در دنپاسار منفجر شد و خسارات جزئی‌ای برجای گذاشت. یک کاست صوتی که ظاهراً پیام صوتی ضبط شده از اسامه بن لادن در آن بود، پیدا شد که اظهار داشت بمب‌گذاری‌های بالی ارتباط مستقیم دارد در جلب حمایت علیه جنگ تروریسم ایالات متحده و نقش استرالیا در آزادسازی تیمور شرقی.

## محکومیت
در تاریخ ۸ نوامبر ۲۰۰۸، سه نفری که در ارتباط با بمب‌گذاری‌های بالی بودند شامل ایمام سامودرا (۳۸ساله)، عمروزی نورهاشم (۴۷ساله) و علی غفرون (۴۸ساله) در ساعت ۰۰:۱۵ به وقت محلی و (ساعت ۱۷:۱۵ یو تی سی) در زندان جزیره نوساکامبانگان اعدام شدند.
در ۹ مارس ۲۰۱۰، فردی به نام دولمتین که به «نابغه» شناخته می‌شد و ظاهراً مسئول یکی از بمب‌گذاری‌های بالی با تلفن همراه بود، بدنبال یک درگیری با شلیک گلوله‌های پلیس اندونزی در جاکارتا کشته شد.